# Бычков, Павел Михайлович
Павел Михайлович Бычков (5 февраля 1918 — 14 ноября 1984) — резьбошлифовщик Свердловского машиностроительного завода имени М. И. Калинина Министерства авиационной промышленности СССР Свердловская область. Герой Социалистического Труда (22.07.1966).

## Биография
Родился 5 февраля 1918 года в селе Чириково Боголюбовской волости Владимирского уезда Владимирской губернии (ныне Боголюбовского сельского поселения в Суздальском районе Владимирской области России) в рабочей семье Михаила Ивановича и Анны Сергеевны Бычковых, старшим из четверых детей. Русский.
В 1931 году окончил начальную школу в родном селе, затем стал помогать семье по хозяйству, занимался выпасом колхозного скота.
В 1933 году 15-летним подростком выехал в рабочий посёлок Калининский Московской области (с 1938 года — город Калининград, ныне — город Королёв). Здесь его отец работал маляром в строительной конторе. В январе 1934 года Павел поступил учеником маляра на завод № 8 имени М. И. Калинина Орудийно-арсенального управления Военно-промышленного управления Высшего совета народного хозяйства (с того же года — Главного управления авиационной промышленности Народного комиссариата тяжёлой промышленности СССР, с 1936 года — Наркомата оборонной промышленности СССР, с 1939 года — Наркомата вооружения СССР). В довоенные годы завод имени Калинина являлся головным предприятием по производству авиационных пушек.
С 1934 года работал в цехе № 25 управления капитального строительства. В 1935 году стал маляром 3-го разряда, в 1936 году переведён в цех № 28. С марта 1936 года в течение шести месяцев обучался на курсах подготовки технических кадров.
В сентябре 1936 года, получив новую специальность, стал работать токарем-резьбошлифовщиком в цехе № 28 завода имени М. И. Калинина. В 1937 году окончил 8 классов школы рабочей молодёжи.
С началом Великой Отечественной войны, в октябре 1941 года, завод № 8 эвакуирован в город Свердловск (ныне — Екатеринбург), где уже через два месяца было запущено производство зенитных, а также танковых пушек и другой оборонной продукции. Павел Михайлович проработал токарем-резьбошлифовщиком на заводе всю войну. После Победы предприятие было оставлено в Свердловске, остался на заводе и П. М. Бычков. Продолжал трудиться в той же должности того же цеха № 28. В 1950 году вступил в ВКП(б)/КПСС.
С 1947 года завод № 8 имени М. И. Калинина относился к Министерству вооружения СССР, с 1953 года — к Министерству оборонной промышленности СССР. В 1957 году производство ствольной артиллерии было прекращено, завод перешёл из Миноборонпрома в Свердловский (с 1963 года — Средне-Уральский) совнархоз и в 1958 году переключился на выпуск зенитных управляемых ракет. С 1965 года — в Министерстве авиационной промышленности СССР; переименован в Свердловский машиностроительный завод имени М. И. Калинина. Все эти годы Павел Михайлович регулярно добивался в своей работе высоких производственных показателей, перевыполнял план, при этом обеспечивая высокое качество продукции. Награждался знаком «Ударник коммунистического труда», неоднократно — «Победитель социалистического соревнования».
Указом Президиума Верховного Совета СССР («закрытым») от 22 июля 1966 года за выдающиеся заслуги в выполнении плана 1959—1965 годов и создание новой техники Бычкову Павлу Михайловичу присвоено звание Героя Социалистического Труда с вручением ордена Ленина и золотой медали «Серп и Молот».
Продолжал работать на Свердловском машиностроительном заводе имени М. И. Калинина (ныне — ПАО «Машиностроительный завод имени М. И. Калинина, г. Екатеринбург») до 1984 года. Стаж его работы на заводе составил ровно 50 лет. В те же годы в цехе № 28 трудился слесарем другой Герой Социалистического Труда — И. В. Травников.
В феврале 1984 года вышел на пенсию. Жил в Свердловске (ныне — Екатеринбург).
Умер 14 ноября 1984 года. Похоронен на Северном кладбище Екатеринбурга Свердловской области.

## Награды
- Золотая медаль «Серп и Молот» (22.07.1966)
- Орден Ленина (22.07.1966).
- Медаль «За доблестный труд в Великой Отечественной войне 1941—1945 гг.».
- Медаль «В ознаменование 100-летия со дня рождения Владимира Ильича Ленина» (6 апреля 1970)
- Медаль «Ветеран труда»
- Медаль «За трудовую доблесть» (5.5.1949)

## Память
- На могиле Героя установлен надгробный памятник.
- Имя П. М. Бычкова увековечено на мемориальной плите на Аллее Героев, открытой к 150-летию завода имени М. И. Калинина (2016).